# كيتي روز
كيتي روز (بالإنجليزية: Katy Rose)‏ هي مغنية مؤلفة وملحنة ومغنية أمريكية، ولدت في 27 يناير 1987 في ريدوندو بيتش في الولايات المتحدة.

## وصلات خارجية
- كيتي روز على موقع IMDb (الإنجليزية)
- كيتي روز على موقع ميوزك برينز (الإنجليزية)
- كيتي روز على موقع أول ميوزيك (الإنجليزية)
- كيتي روز على موقع ديسكوغز (الإنجليزية)